# Go Robot
«Go Robot» es una canción de la banda de rock estadounidense Red Hot Chili Peppers perteneciente a su undécimo álbum de estudio The Getaway lanzado en 2016. Es el segundo sencillo proveniente de este disco y la séptima canción del mismo. Originalmente, "Go Robot" iba a ser el primer sencillo del álbum pero finalmente «Dark Necessities» terminó siéndolo. Fue lanzado el 8 de septiembre de 2016 junto con un video musical.

## Video musical
Un vídeo musical dirigido por Tota Lee fue confirmado por el baterista Chad Smith que se encontraba en producción el 26 de julio de 2016. Varios clips de adelanto para el video fueron liberados por la banda en sus redes sociales comenzando el 29 de agosto de 2016, para que finalmente el video sea lanzado el 8 de septiembre de 2016.
El vídeo está fuertemente inspirado por la película Saturday Night Fever. La banda interpreta diversos personajes que imitan las primeras escenas del filme. Anthony Kiedis, que interpreta a un robot (e imitando el personaje de John Travolta), lleva nada más que pintura blanca por todo su cuerpo, un sombrero de bombín y una bragueta. La banda termina en un concurso de baile en una discoteca donde Kiedis en forma de robot interactúa con una robot femenino interpretado por Stephanie Crousillat. Al comienzo del video, cada miembro de la banda se acredita con diferentes nombres. Kiedis se acredita como Cole Dammett, su nombre real de la pantalla para las películas cuando era un niño, Flea se acredita como Michael Peter, sus nombres reales primer y segundo, Chad Smith se acredita como Chadwick Gaylord, que también son sus nombres de pila, y Josh Klinghoffer se acredita como JK Dashwood. A Tota Lee, la directora, se le atribuye en el video como Thoranna Sigurdardottir.

## Personal
- Flea - bajo
- Anthony Kiedis - voz
- Josh Klinghoffer - guitarra
- Chad Smith - batería

### Músicos adicionales
- Danger Mouse - sintetizadores
- Mauro Refosco - percusión

- Datos: Q26945287